# Samuel Morton Peto

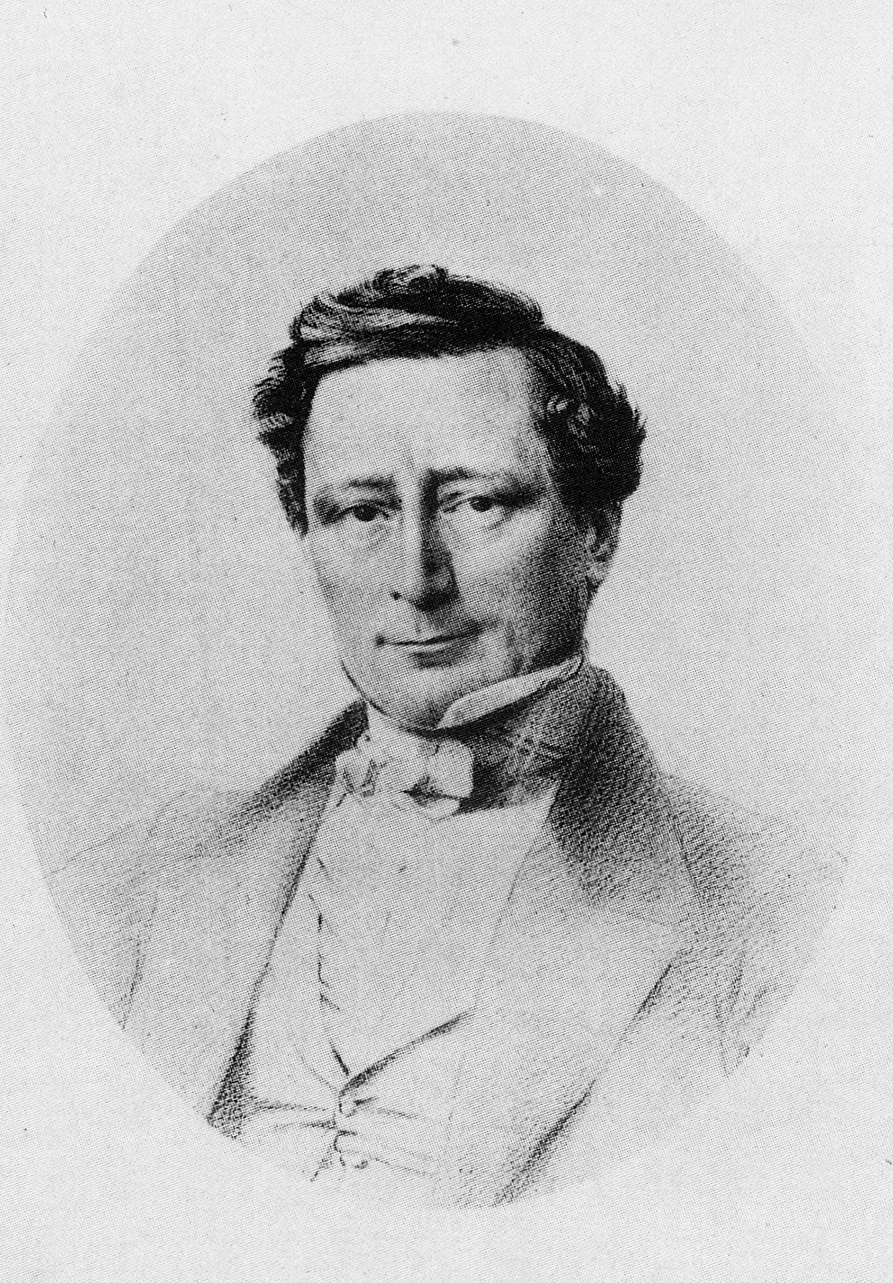
Sir Samuel Morton Peto

Sir Samuel Morton Peto (1e baronet) (Woking, 4 augustus 1809 – 13 november 1889) was een Brits aannemer, bouw- en spoorwegondernemer. Als partner in Grissell & Peto, slaagde hij er op jonge leeftijd in om een aantal monumentale gebouwen in Londen te realiseren, zoals de Reform Club, het Lyceum Theatre, Nelson's Column en de nieuwe Houses of Parliament. Dit legde de basis voor zijn fortuin.
Daarna was hij in de jaren 1835-1860 een van de drijvende krachten in de snelle opbouw van het Britse spoorwegnetwerk. Hij ging uiteindelijk failliet aan de aanleg van het netwerk voor de Great Trunk Railway, een spoorlijn van bijna 1000 mijl in het hart van Canada. Peto maakte de fout om veel te laag in te schrijven. Dit kostte hem zijn hele vermogen. De bankrun in juni 1866 op Overend, Gurney and Company en de daaropvolgende langdurige recessie luidde ook zijn faillissement in.